# Rodríguez de Mendoza (Piura)
Rodríguez de Mendoza es un caserío peruano ubicado en el distrito de Sondorillo, perteneciente a la provincia de Huancabamba del departamento de Piura, al norte del Perú. 

## Ubicación
Rodríguez de Mendoza se ubica al centro de la provincia de Huancabamba, en el distrito de Sondorillo, en el departamento de Piura.

## Demografía
En 2017 Rodríguez de Mendoza tenía una población de 288 habitantes.
| Gráfica de evolución demográfica de Rodríguez de Mendoza entre 1993 y 2017 |
|                                                                            |
| Fuentes: Población 1993 y 2017                                             |